# Al Baker Executive Towers
Les Al Baker Executive Towers sont deux gratte-ciel jumeaux hauts de 200 mètres situé à Doha au Qatar. Leur construction a débuté en 2008 et a fini en 2012